# Alec Segaert
Alec Segaert (Roeselare, 16 gennaio 2003) è un ciclista su strada belga che corre per il team Lotto. Tra gli Under-23 è stato tre volte campione europeo a cronometro e due volte medaglia d'argento mondiale di specialità; è professionista dal 2023.

## Palmarès

### Strada
- 2020 (Juniores)

Denderbelle
- 2021 (Juniores)

Vlamertinge (reeks - 2° Jaars)
1ª tappa Oberösterreich Juniorenrundfahrt (Ansfelden > Marchtrenk)
Classifica generale Oberösterreich Juniorenrundfahrt
Campionati europei, Prova a cronometro Junior
Chrono des Nations - Les Herbiers Vendée, Junior (cronometro)
- 2022 (Lotto Soudal U23)

Campionati belgi, Prova a cronometro Under-23
Campionati europei, Prova a cronometro Under-23
Hel van Voerendaal
Il Piccolo Lombardia
Chrono des Nations Espoirs
- 2023 (Lotto Dstny Development Team, due vittorie)

1ª tappa Giro Next Gen (Agliè > Agliè, cronometro)
Campionati europei, Prova a cronometro Under-23
- 2024 (Lotto Dstny, tre vittorie)

Grand Prix Criquielion
2ª tappa Renewi Tour (Tessenderlo > Tessenderlo, cronometro)
Campionati europei, Prova a cronometro Under-23

#### Altri successi
- 2022 (Lotto Soudal U23)

Testtijdrit Poperinge, cronometro
1ª tappa Tour Alsace (Sausheim > Sausheim, cronosquadre)
- 2023 (Lotto Dstny Development Team)

1ª tappa Tour Alsace (Sausheim > Sausheim, cronosquadre)
- 2024 (Lotto Dstny)

Lendelede
Classifica giovani Renewi Tour
- 2025 (Lotto)

Classifica giovani Giro del Belgio

## Piazzamenti

### Classiche monumento
- Giro delle Fiandre

2025: 32º
- Parigi-Roubaix

2024: 66º
2025: 87º

### Competizioni mondiali
- Campionati del mondo

Fiandre 2021 - Cronometro Junior: 3º
Fiandre 2021 - In linea Junior: 37º
Wollongong 2022 - Cronometro Under-23: 2º
Wollongong 2022 - In linea Under-23: 19º
Glasgow 2023 - Cronometro Under-23: 2º
Glasgow 2023 - In linea Under-23: 7º
Zurigo 2024 - Cronometro Under-23: 4º
Zurigo 2024 - In linea Under-23: 3º

### Competizioni continentali
- Campionati europei

Plouay 2020 - Cronometro Junior: 12º
Plouay 2020 - In linea Junior: 24º
Trento 2021 - Cronometro Junior: vincitore
Trento 2021 - In linea Junior: 41º
Anadia 2022 - Cronometro Under-23: vincitore
Anadia 2022 - In linea Under-23: 68º
Drenthe 2023 - Cronometro Under-23: vincitore
Drenthe 2023 - In linea Under-23: 24°
Limburgo 2024 - Cronometro Under-23: vincitore
Limburgo 2024 - In linea Under-23: 34°